# Kerényiné Kéri Margit
Kerényiné Kéri Margit (Budapest, 1921. március 23. – Budapest, 2000. november 24.) énekművész, énektanár. Férje Kerényi Miklós György (1913–1988) operaénekes, fia Kerényi Miklós Gábor (1950–) színházi rendező.

## Tanulmányai
1940–1947. Liszt Ferenc Zeneművészeti Főiskola, Budapest - ének - Rosthy Anna, Dr. Molnár Imre, Lukács Pál, Kerényi Miklós György

## Munkahelyei
- 1947–1949. Munkás Kultúrszövetség Énekiskolája
- 1949–1978. Színház- és Filmművészeti Főiskola - énektanár, egyetemi adjunktus
- 1978-tól nyugdíjban
- 1953–1999. Fővárosi XIII. kerületi Szabó Ferenc Állami Zeneiskola - énektanár
- Hangverseny- és rádióéneklések.

## Munkái
- Énekiskola I-II-III. kötet (Kerényi Miklós Györggyel)[1]
- Társasének (Kerényi Miklós Györggyel)
- Százszínű csokor (Kerényi Miklós Györggyel)
- Dalszövegek, műfordítások

## Kitüntetések
- Szocialista Kultúráért Érdemérem (1978)